# Martin Günther (Hochspringer)

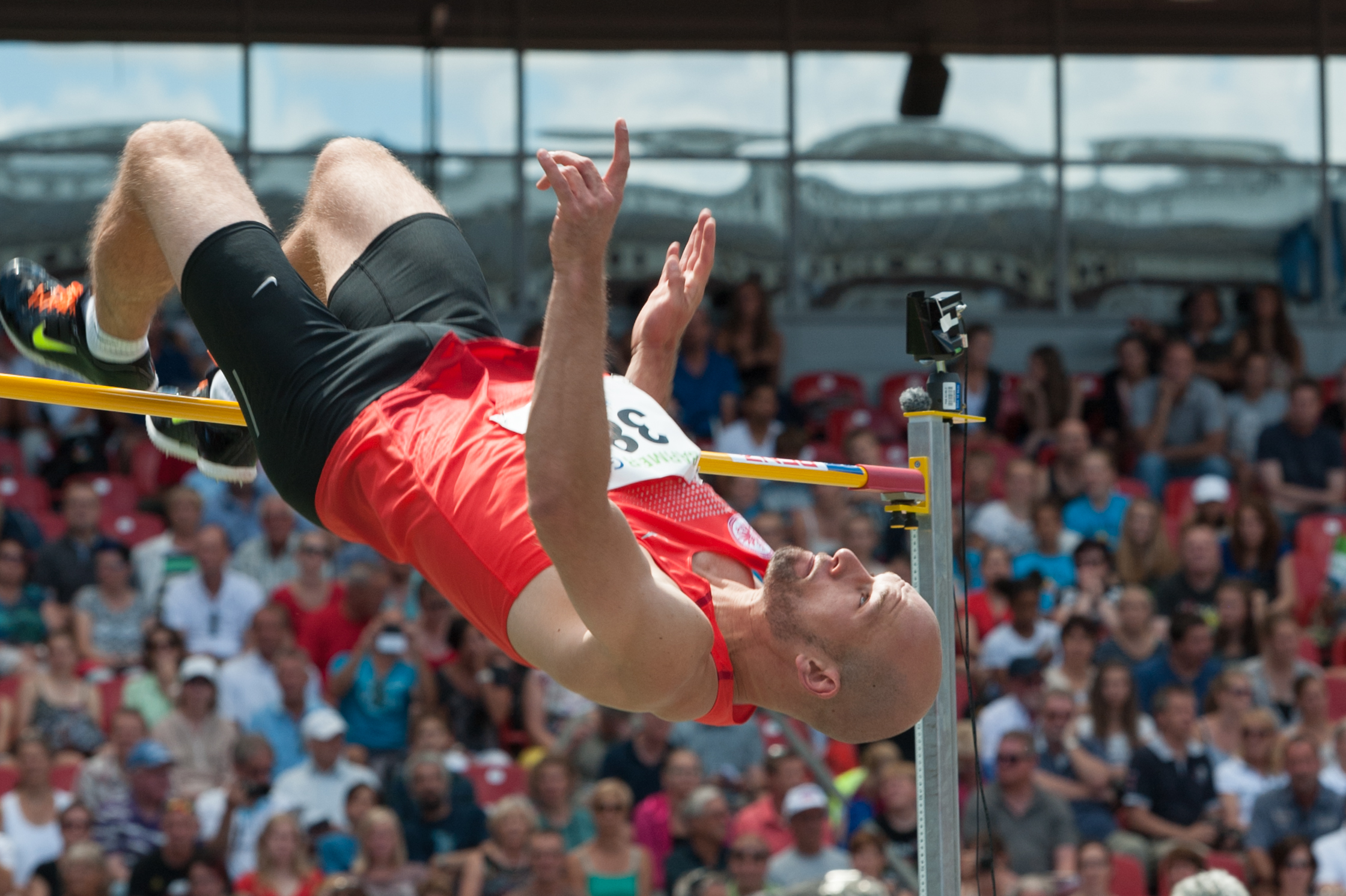
Martin Günther, 2015

Martin Günther (* 8. Oktober 1986) ist ein deutscher Hochspringer.

## Leben
Der Jugendweltmeister von 2003 wurde 2009 Dritter bei den Deutschen Meisterschaften in der Halle und Vierter im Freien. Dem Titelgewinn bei den Deutschen Hallenmeisterschaften 2010 folgte ein achter Platz bei den Hallenweltmeisterschaften in Doha. Im Sommer wurde er Deutscher Vizemeister. 2014 wurde er sowohl in der Halle als auch im Freien Deutscher Meister. 2018 wurde Günther mit 2,18 m Deutscher Hallen-Vizemeister.
Bis 2006 startete er für den TV Wehr, danach wechselte er zur LG Eintracht Frankfurt. Er studiert an der Hessischen Hochschule für Polizei und Verwaltung und gehört der Sportfördergruppe der Polizei an. Seit 2014 gehört er der Trainingsgruppe von Fuzz Ahmed in Birmingham an.

## Persönliche Bestleistungen
- Hochsprung: 2,25 m, 27. Juli 2014, Ulm und 16. Mai 2015, Eppingen
  - Halle: 2,30 m, 28. Februar 2010, Karlsruhe